# Amtzell
Amtzell ist eine Gemeinde mit 124 Einzelgehöften und Weilern in Oberschwaben und gilt als „Westliches Tor zum Allgäu“. In einer Beschreibung des Oberamts Wangen aus 1841 wird ausgeführt, dass die Gemeinde (damals noch Pfärrich) „die parzellirteste des ganzen Königreichs“ sei.
Mit der Stadt Wangen im Allgäu und der Gemeinde Achberg besteht eine Verwaltungsgemeinschaft.

## Geographie

### Lage

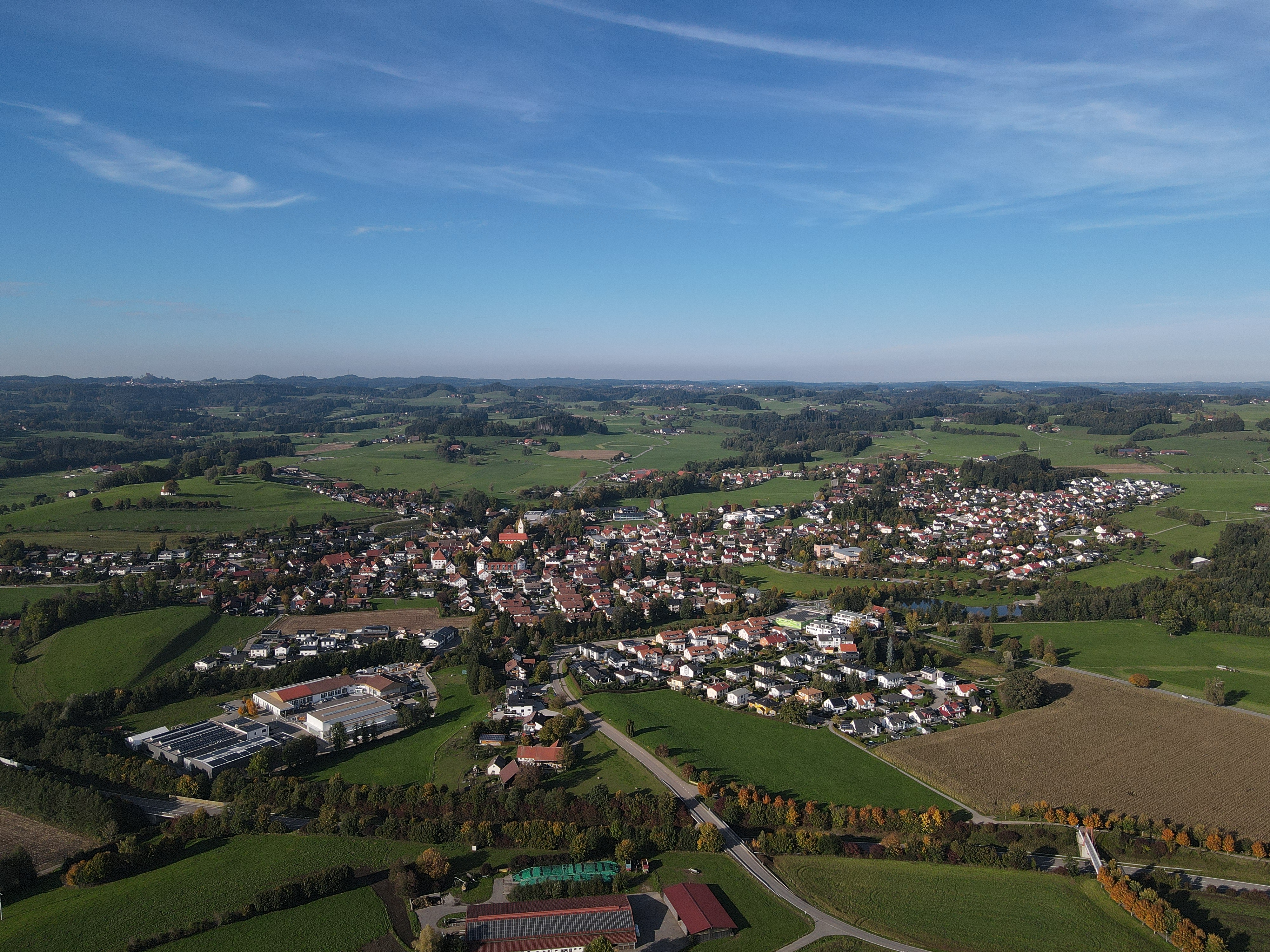
Amtzell von oben

Amtzell liegt etwa auf halber Strecke zwischen den Städten Ravensburg und Wangen im Allgäu an der Bundesstraße 32. Es liegt in einer typischen Moränenlandschaft des Voralpengebietes. Bei guten Wetterverhältnissen ist das Panorama der Schweizer und Vorarlberger Alpenketten hervorragend sichtbar. In den niedriger gelegenen Teilen des Gemeindegebietes wird auch Hopfen angebaut.

### Nachbargemeinden
Nachbargemeinden sind Bodnegg, Neukirch, Vogt, Waldburg und die Stadt Wangen im Allgäu.

### Schutzgebiete
Innerhalb des Gemeindegebiets sind drei Naturschutzgebiete (Ebersberger Weiher, Herzogenweiher, Krottental-Karbach) sowie zwei Landschaftsschutzgebiete (Karbachtal, Jungmoränenlandschaft zwischen Amtzell und Vogt) ausgewiesen. (Stand: 1. April 2010)

## Geschichte

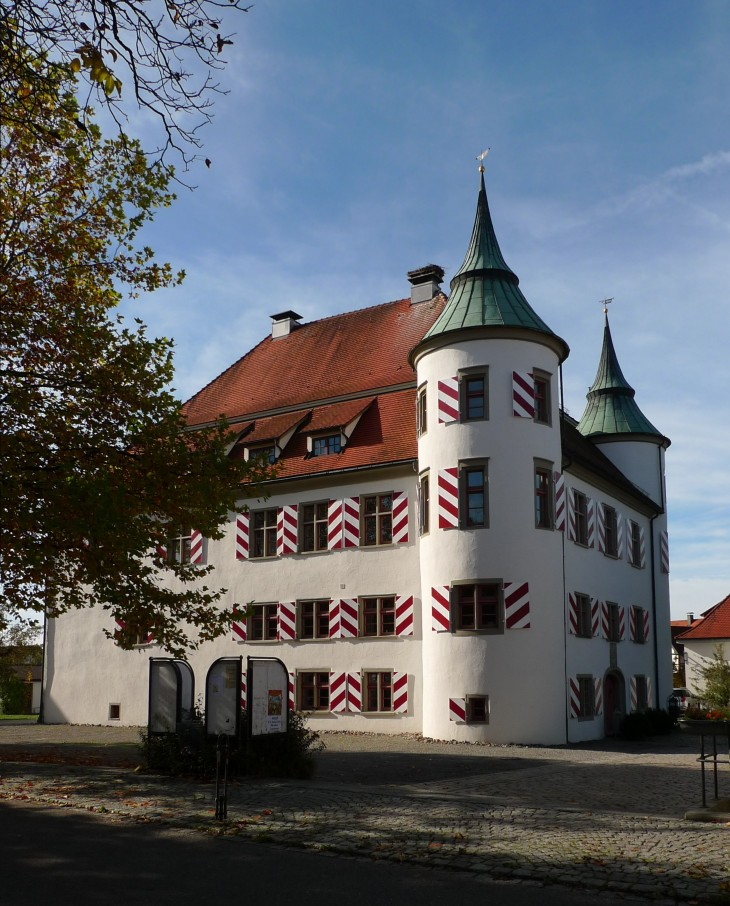
Renaissanceschloss (16. Jahrh.) in der Ortsmitte

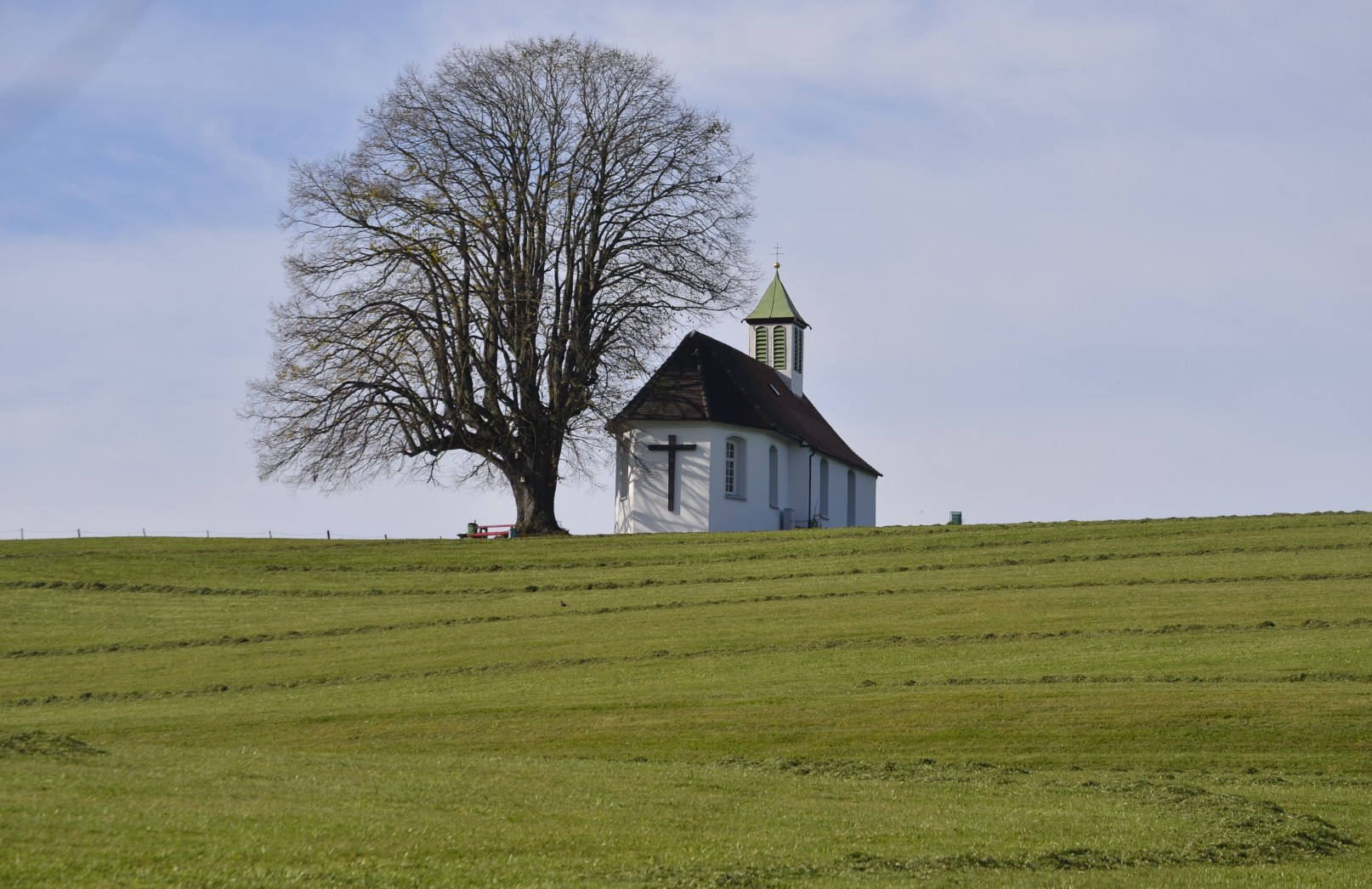
Heiligenkreuzkapelle (1685)

Es wurde noch bis vor kurzem vermutet, dass Amtzell eine Gründung des Klosters St. Gallen sei, worauf der Namensteil -zell (abgeleitet von cella) hindeute. Mundartlich werden die Einwohner häufig Zeller genannt. Lehnsgüter dieses Klosters in Pfärrich, Karbach und Schattbuch untermauerten die These. Der Ortsteil Karbach wurde zum Beispiel in einer Urkunde des Klosters St. Gallen 853 erstmals erwähnt. Neuere Forschungen stellen die sankt-gallische Abkunft in Frage. Erstmals 1275 wurde in einer Urkunde des Bistums Konstanz eine ecclesia in Annencelle erwähnt.
1257 schenkte Heinrich von Ravensburg den Ort dem Kloster Weißenau. 1360 wurden das Gericht und die Vogtrechte erworben. Danach ging er in den Besitz derer von Hartnang über. 1594 herrschten die Humpis von Waltrams, 1670 die Herren von Altmannshausen und ab 1749 die von Reichlin-Meldeggs über den Ort Amtzell. Die Parzellen des jetzigen Gemeindegebietes gehörten vielen Herrschaften, darunter dem Kloster Weingarten, dem Kloster Weißenau, der Deutschordenskommende Altshausen, den Truchsessen von Waldburg und einige zu Vorderösterreich. 1806 kam Amtzell zum Königreich Württemberg und wurde als eigene Gemeinde dem Oberamt Altdorf zugeordnet, jedoch bereits 1810 wegen Auflösung dieses Oberamtes dem Oberamt Wangen zugeschlagen. 1826 erfolgte die Eingemeindung nach Pfärrich. 
Die Gemeindeverwaltung zog 1844 in das ehemalige Schloss in Amtzell, was dazu führte, dass sich der Gemeindename ebenfalls zu Amtzell wandelte, was wiederum jahrzehntelange Animositäten nach sich zog. 1938 wurden der Gemeinde während der NS-Zeit in Württemberg mehrere zur damals aufgelösten Gemeinde Eggenreute gehörende Enklaven zugeordnet. Bei der im selben Jahr durchgeführten Kreisreform gelangte Amtzell vom alten Oberamt, das schon seit 1934 „Kreis Wangen“ hieß, zum Landkreis Wangen, der von 1938 bis 1973 bestand.
Der Zweite Weltkrieg forderte viele Opfer unter den eingezogenen Soldaten (107 gefallen, 53 vermisst), jedoch kaum unter Zivilisten. Am 19. Juli 1944 stürzte ein führerloses, vermutlich bei der Bombardierung von Friedrichshafen abgeschossenes Flugzeug der Alliierten auf den Hof Stahrenberg. Vier Personen kamen dabei ums Leben. Beim Vorrücken französischer Soldaten auf Wangen wurde am 29. April 1945 in Geiselharz Widerstand geleistet, was die Beschießung und Einäscherung der Siedlung zur Folge hatte. 
 Siehe auch Ruine Pfaffenweiler.
1945 wurde Amtzell Teil der Französischen Besatzungszone und kam somit zum neu gegründeten Land Württemberg-Hohenzollern, das 1952 im Land Baden-Württemberg aufging.
Bei der Verwaltungsreform 1973 wurde das Thema der Ex- und Enklaven endgültig behoben. Im Zuge der Kreisreform in Baden-Württemberg am 1. Januar 1973 gelangte die Gemeinde vom aufgelösten Landkreis Wangen zum heutigen Landkreis Ravensburg.

## Religionen
Die Bewohner von Amtzell sind überwiegend römisch-katholisch. Sie gehören entweder zur Kirchengemeinde Amtzell oder zur Kirchengemeinde Pfärrich, die beide zur Seelsorgeeinheit An der Argen im Dekanat Allgäu-Oberschwaben des Bistums Rottenburg-Stuttgart gehören.
Die nach dem Zweiten Weltkrieg in größerer Zahl zugezogenen evangelischen Christen gehören zum Seelsorgebezirk Amtzell der Kirchengemeinde Wangen im Allgäu im Kirchenbezirk Ravensburg der Evangelischen Landeskirche in Württemberg. Mittelpunkt des Seelsorgebezirks ist die 1960 eingeweihte Friedenskirche in Amtzell.

## Politik

### Gemeinderat
- SPD: 1
- Grüne: 1
- BAP: 3
- UL: 3
- CDU: 4

Der Gemeinderat besteht aus den gewählten ehrenamtlichen Gemeinderäten und der Bürgermeisterin als Vorsitzende. Die Bürgermeisterin ist im Gemeinderat stimmberechtigt.
In Amtzell wurde der Gemeinderat bis 2019 nach dem Verfahren der unechten Teilortswahl gewählt. Dabei kann sich die Zahl der Gemeinderäte durch Überhangmandate verändern. Der Gemeinderat in Amtzell hat nach der letzten Wahl 13 Mitglieder (unverändert). Die Kommunalwahl am 9. Juni 2024 führte zu folgendem Endergebnis:
| Parteien und Wählergemeinschaften | Parteien und Wählergemeinschaften           | % 2024 | Sitze 2024 | % 2019 | Sitze 2019 | Kommunalwahl 2024Wahlbeteiligung 65,7 % 403020100 31,7 %25,0 %28,3 %6,4 %8,7 % CDUULBAPSPDGrüneeGewinne und Verlusteim Vergleich zu 2019 %p 8 6 4 2 0 −2 −4−0,9 %p−3,6 %p+7,5 %p−2,7 %p−0,2 %pCDUULBAPSPDGrüneAnmerkungen:e 2019 als BOL |
| CDU                               | Christlich Demokratische Union Deutschlands | 31,7   | 4          | 32,6   | 4          | Kommunalwahl 2024Wahlbeteiligung 65,7 % 403020100 31,7 %25,0 %28,3 %6,4 %8,7 % CDUULBAPSPDGrüneeGewinne und Verlusteim Vergleich zu 2019 %p 8 6 4 2 0 −2 −4−0,9 %p−3,6 %p+7,5 %p−2,7 %p−0,2 %pCDUULBAPSPDGrüneAnmerkungen:e 2019 als BOL |
| UL                                | Unabhängige Liste Amtzell-Pfärrich          | 25,0   | 3          | 28,6   | 4          | Kommunalwahl 2024Wahlbeteiligung 65,7 % 403020100 31,7 %25,0 %28,3 %6,4 %8,7 % CDUULBAPSPDGrüneeGewinne und Verlusteim Vergleich zu 2019 %p 8 6 4 2 0 −2 −4−0,9 %p−3,6 %p+7,5 %p−2,7 %p−0,2 %pCDUULBAPSPDGrüneAnmerkungen:e 2019 als BOL |
| BAP                               | Bürger für Amtzell und Pfärrich             | 28,3   | 3          | 20,8   | 3          | Kommunalwahl 2024Wahlbeteiligung 65,7 % 403020100 31,7 %25,0 %28,3 %6,4 %8,7 % CDUULBAPSPDGrüneeGewinne und Verlusteim Vergleich zu 2019 %p 8 6 4 2 0 −2 −4−0,9 %p−3,6 %p+7,5 %p−2,7 %p−0,2 %pCDUULBAPSPDGrüneAnmerkungen:e 2019 als BOL |
| SPD                               | Sozialdemokratische Partei Deutschlands     | 06,7   | 1          | 09,1   | 1          | Kommunalwahl 2024Wahlbeteiligung 65,7 % 403020100 31,7 %25,0 %28,3 %6,4 %8,7 % CDUULBAPSPDGrüneeGewinne und Verlusteim Vergleich zu 2019 %p 8 6 4 2 0 −2 −4−0,9 %p−3,6 %p+7,5 %p−2,7 %p−0,2 %pCDUULBAPSPDGrüneAnmerkungen:e 2019 als BOL |
| GRÜNE                             | Bündnis 90/Die Grünen1                      | 08,7   | 1          | 08,9   | 1          | Kommunalwahl 2024Wahlbeteiligung 65,7 % 403020100 31,7 %25,0 %28,3 %6,4 %8,7 % CDUULBAPSPDGrüneeGewinne und Verlusteim Vergleich zu 2019 %p 8 6 4 2 0 −2 −4−0,9 %p−3,6 %p+7,5 %p−2,7 %p−0,2 %pCDUULBAPSPDGrüneAnmerkungen:e 2019 als BOL |
| Gesamt                            | Gesamt                                      | 100    | 12         | 100    | 13         | Kommunalwahl 2024Wahlbeteiligung 65,7 % 403020100 31,7 %25,0 %28,3 %6,4 %8,7 % CDUULBAPSPDGrüneeGewinne und Verlusteim Vergleich zu 2019 %p 8 6 4 2 0 −2 −4−0,9 %p−3,6 %p+7,5 %p−2,7 %p−0,2 %pCDUULBAPSPDGrüneAnmerkungen:e 2019 als BOL |
| Wahlbeteiligung                   | Wahlbeteiligung                             | 65,7 % | 65,7 %     | 70,2 % | 70,2 %     | Kommunalwahl 2024Wahlbeteiligung 65,7 % 403020100 31,7 %25,0 %28,3 %6,4 %8,7 % CDUULBAPSPDGrüneeGewinne und Verlusteim Vergleich zu 2019 %p 8 6 4 2 0 −2 −4−0,9 %p−3,6 %p+7,5 %p−2,7 %p−0,2 %pCDUULBAPSPDGrüneAnmerkungen:e 2019 als BOL |

12019 als Bunte offene Liste

### Schultheißen und Bürgermeister
In der Gemeinde Pfärrich (bis 1844) und danach Amtzell amtierten folgende Bürgermeister (bis 1933 „Schultheißen“):
- 1568–1599: Hans Huetter (aus Winkelmühle)
- 1600–1601: Jerg Merlin (aus Ruzenweiler)
- 1616–1632: Martin Weyhe (aus Ibele)
- 1637–1652: Jakob Stüblin (aus Pfärrich)
- 1652–1671: Gregorius Möhrlin (aus Pfärrich)
- 1671–1687: Ludwig Phillipp Scherrich (aus Pfärrich)
- 1687–1688: Georg Heinrich Mauch (aus Pfärrich)
- 1688–1689: Michael Schedler (aus Hankelmann)
- 1708–1735: Johann Jakob Schedler (aus Unterhelbler)
- 1735–1752: Franz Anton Unold (aus Karbach)
- 1752–1755: Peter Jocham (aus Bremen)
- 1755–1767: Franz Anton Unold (aus Karbach)
- 1767–1779: Johann Michael Renauer (aus Schnabelau)
- 1779–1809: Johann Cornelius Unold (aus Karbach)
- 1809–1811: Franz Xaver König (aus Pfärrich)
- 1811–1837: Dominicus Pfleghar (aus Kugel)
- 1837–1840: Michael Wucher (aus Oberhelbler)
- 1840–1844: Josef Wucher (aus Büchel)
- 1844–1860: ?? Mayr (aus Toblach/Tirol)
- 1860–1876: Konrad Amann (aus Schnabelau)
- 1876–1889: Josef Baptist König (aus Pfärricherhöf)
- 1889–1913: Gallus Riedesser (aus Neuravensburg)
- 1914–1933: Ludwig Steimle (aus Pfullingen)
- 1933–1946: Julius Karle (aus Buchau)
- 1946–1948: Josef Duller (aus Geiselharz)
- 1948–1966: Gebhard Stilz (aus Amtzell)
- 1966–1986: Walther Schmid (aus Leutkirch)
- 1986–2010: Paul Locherer (aus Burgrieden)
- 2010–2022: Clemens Moll (aus Bad Saulgau)
- seit 2022: Manuela Oswald (aus Kißlegg)

Bürgermeisterin ist seit dem 30. September 2022 Manuela Oswald. Sie wurde am 30. Juli 2022 mit 63,3 Prozent der Stimmen gewählt. Sie folgte Clemens Moll nach, der ab 2010 amtierte und im April 2022 zum Oberbürgermeister von Weingarten gewählt wurde.

### Wappen

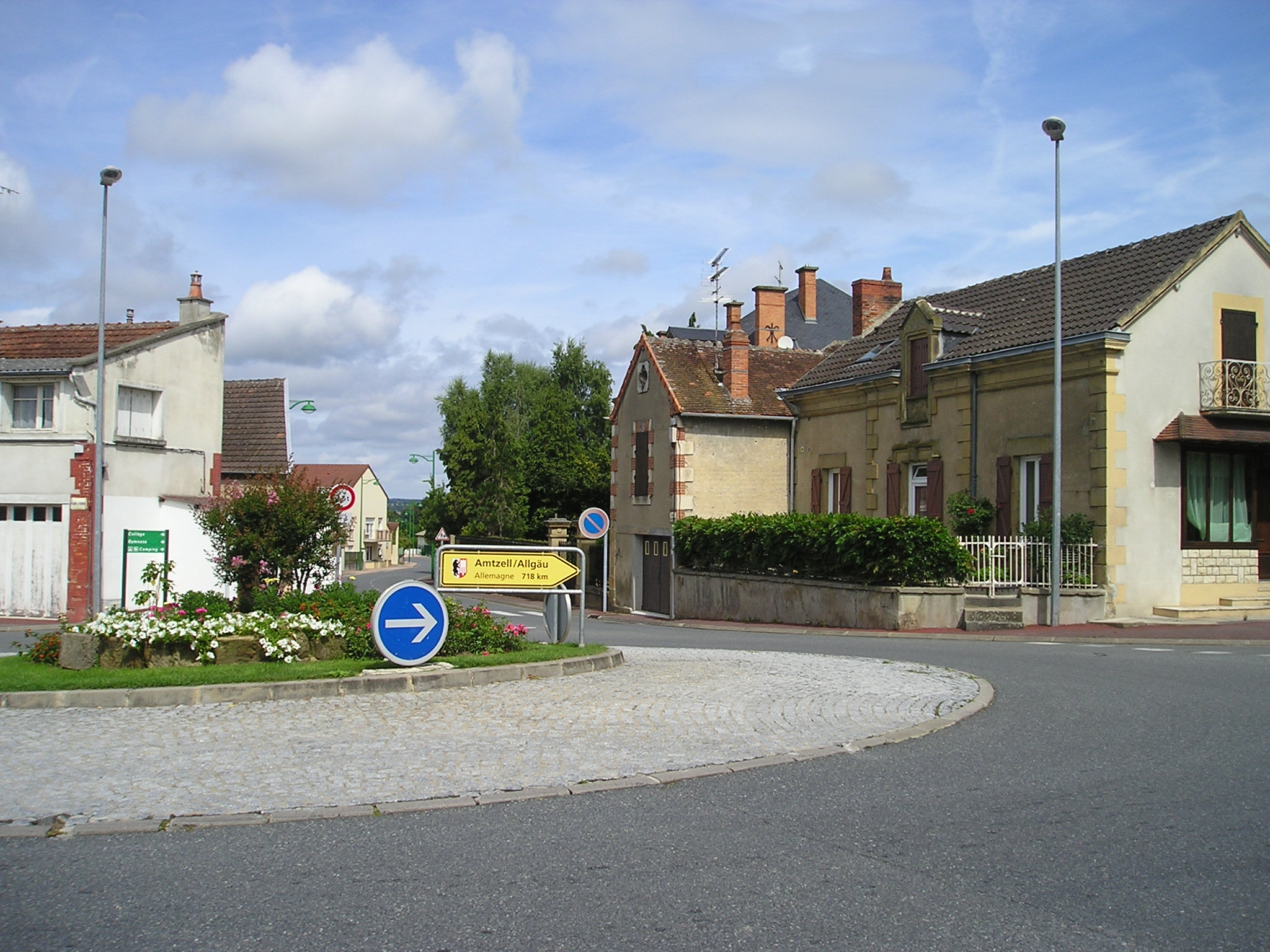
718 km bis Amtzell – Hinweisschild in Cosne d’Allier

| Wappen der Gemeinde Amtzell | Blasonierung: „In gespaltenem Schild vorne in Silber (Weiß) ein linkshin aufgerichteter, rot bewehrter und rot bezungter schwarzer Bär, hinten in Rot eine dreilatzige silberne (weiße) Fahne mit drei silbernen (weißen) Trageringen.“ |
| Wappen der Gemeinde Amtzell | Wappenbegründung: In den Jahren nach 1930 wiesen die Gemeindestempel noch eine naturalistische Darstellung des Schlosses von Amtzell auf. Das auf einem Vorschlag der Archivdirektion Stuttgart fußende Wappen wurde am 4. Mai 1939 vom damaligen Reichsstatthalter in Württemberg verliehen. Der Bär ist das Wappentier der Fürstabtei St. Gallen. Er soll auf alten St. Galler Besitz auf der Gemarkung hinweisen. Die dreilatzige silberne Fahne ist vom Wappen der Grafen von Montfort abgeleitet. Sie erinnert an historische Beziehungen dieses Geschlechts zur Gemeinde Amtzell. |

### Gemeindepartnerschaft
Amtzell unterhält seit 1971 eine Gemeindepartnerschaften mit der französischen Gemeinde Cosne-d’Allier in der Auvergne. Darüber hinaus besteht seit 1993 eine Freundschaft mit Eichstetten am Kaiserstuhl in Baden-Württemberg. Weitere freundschaftliche Beziehungen pflegt die Gemeinde mit Oberlichtenau, Ortsteil der Stadt Pulsnitz in Sachsen und mit der Marktgemeinde Kammern im Liesingtal, Steiermark (Österreich).

## Kultur und Sehenswürdigkeiten

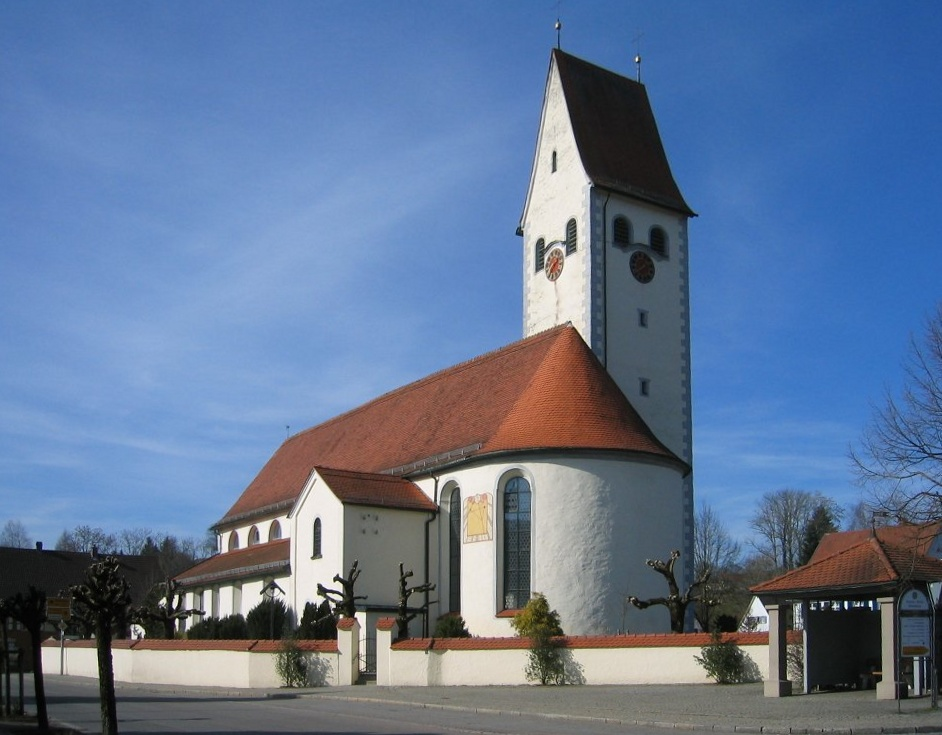
Pfarrkirche St. Johannes Evangelist & Mauritius

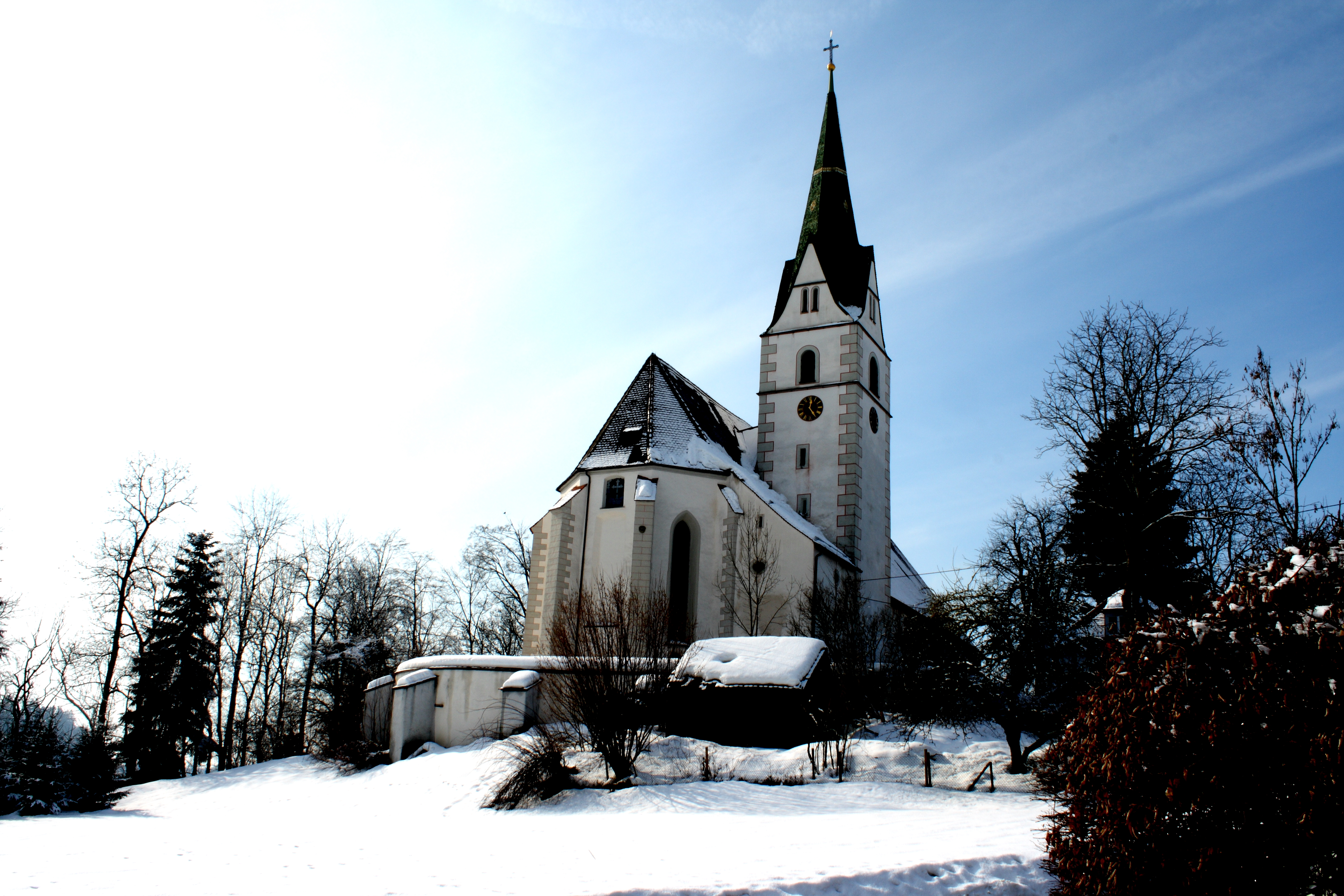
Wallfahrtskirche Mariä Geburt im Ortsteil Pfärrich

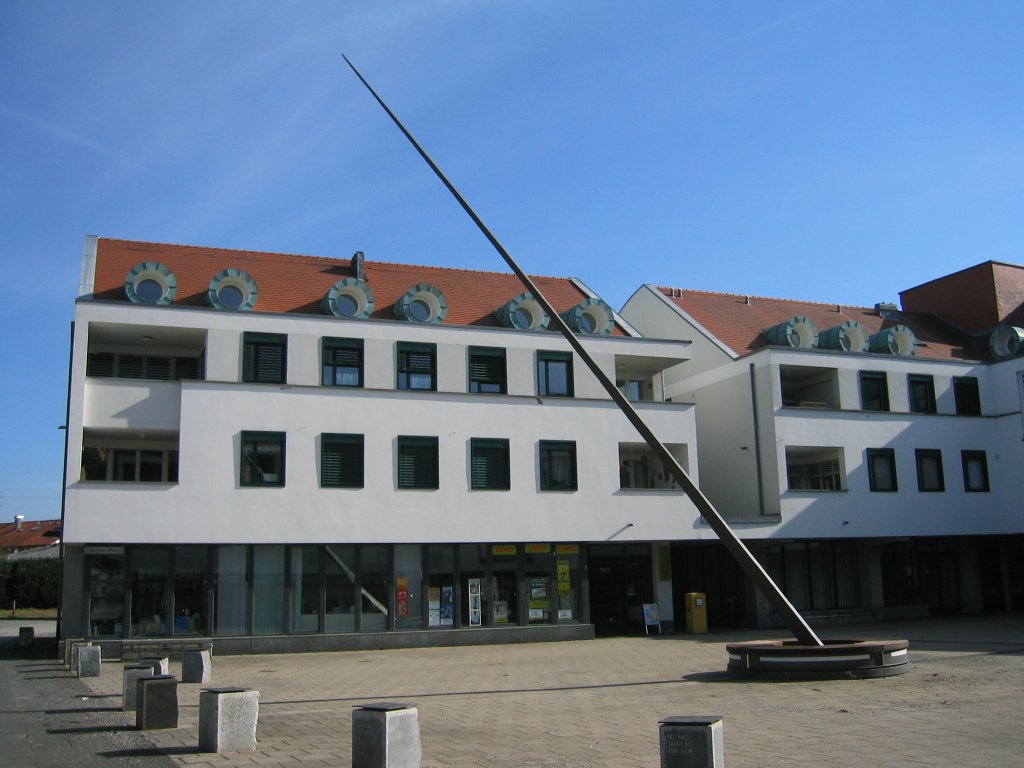
Horizontalsonnenuhr im Zentrum der Gemeinde

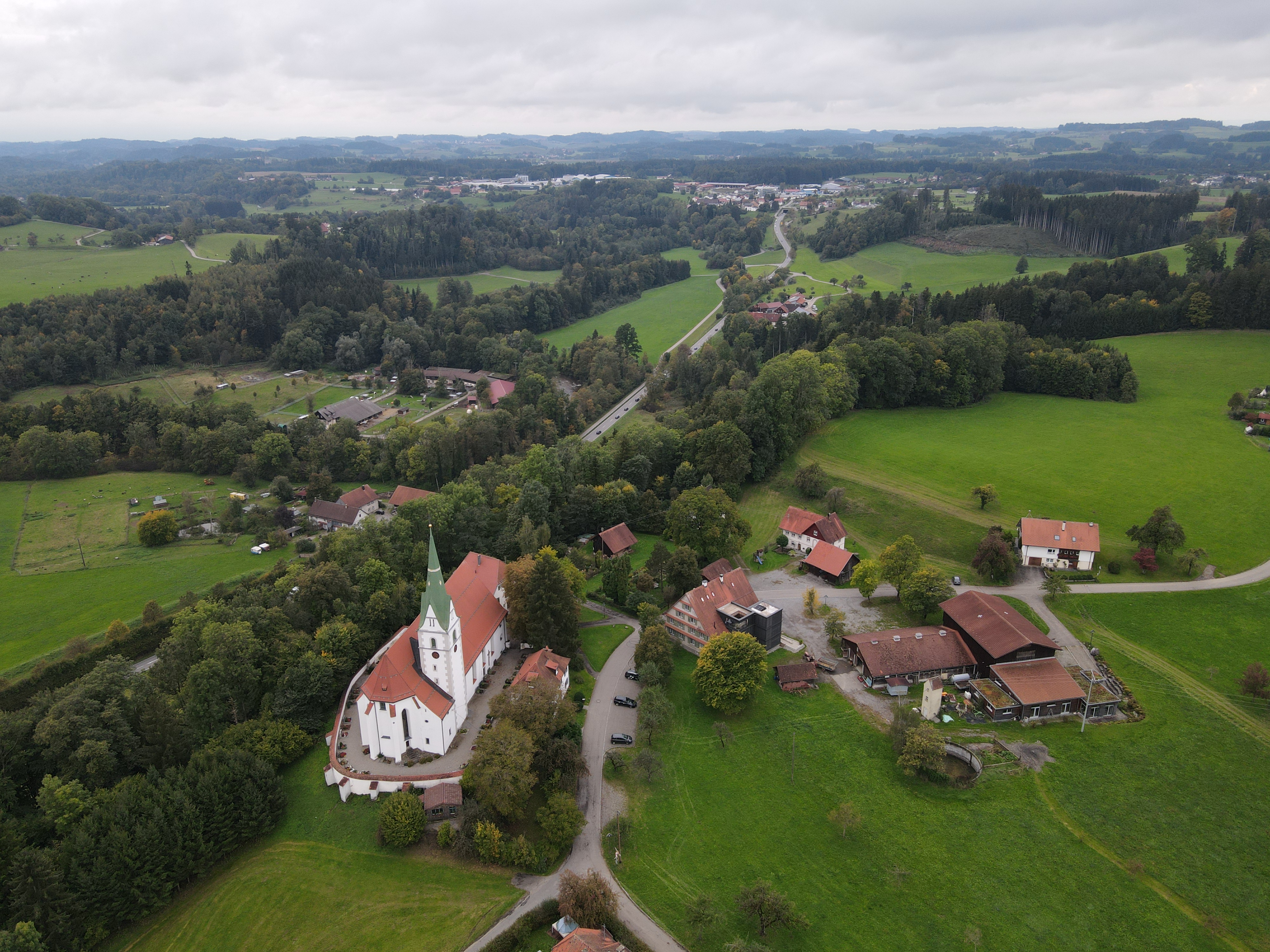
Ortsteil Pfärrich von oben mit Blick nach Amtzell. Im Vordergrund die Wallfahrtskirche Mariä Geburt

Amtzell liegt an der Mühlenstraße Oberschwaben, die an vielen Sehenswürdigkeiten vorbeiführt.

### Bauwerke
Die bereits für das Jahr 1250 urkundlich belegte Pfarrkirche St. Johannes Evangelist & Mauritius ist eine spätmittelalterliche Basilika, die im Jahre 1758 barockisiert wurde. Die Grundmauern des Turms sind vermutlich romanischen Ursprungs sowie der Taufstein. 1972/73 wurde die Kirche renoviert. Bei einer weiteren Renovierung 1999 gestaltete Clemens Hillebrand unter anderem auch den Boden um den Altar mit Stein-Intarsien, welche die vier Paradiesflüsse darstellen. Sehenswert ist das Epitaph für Joachim von Sirgenstein († 1588).
Östlich von Amtzell gelegen findet sich in Pfärrich die um das Jahr 1350 als Kapelle gegründete, 1386 als Wallfahrtskirche geweihte Pfarrkirche Mariä Geburt. Sie ist ein frühes Beispiel für den barocken Wandpfeilerbau nach Vorarlberger Muster.

### Vereine und Brauchtum
Älteste Vereine sind die 1764 gegründete Musikkapelle Amtzell, die 1774 erstmals erwähnten Justinigrenadiere, die heutzutage als Bürgerwehr Amtzell auftreten und zusammen mit dem 1924 gegründeten Spielmannszug an der Kirchweih, der Fronleichnamsprozession sowie zusammen mit der 1911 gegründeten Blutreitergruppe Amtzell am Weingartener Blutritt teilnehmen.
1996 gründete sich zur Pflege des Brauchtums die Narrenzunft Amtzeller Ramseweible e. V. diese wurde 2006 in den Alemannischen Narrenring (ANR) aufgenommen. Außerdem gibt es seit 1993 den noch bis heute bestehenden Narrenverein Schlossgoischter e. V.

### Regelmäßige Veranstaltungen
- Narrensprung am „Bromigen Freitag“ (Freitag vor Fasnetssonntag)

Seit den 1960er Jahren wurde in Amtzell der „Narrensprung“ veranstaltet, damals wurde er von den „Muckenspritzern“ durchgeführt. Seit 1997 veranstaltet die Narrenzunft Amtzeller Ramseweible e. V. den Umzug mit durchschnittlich 55 Gruppen von Hästrägern und Musikkapellen aus der Umgebung sowie aus Vorarlberg und der Schweiz.
- Ostermarkt am Samstag vor Palmsonntag
- Justinifest am Pfingstmontag
- Mauritiusfest am 3. Wochenende im September
- Weihnachtsmarkt am Samstag vor dem 1. Adventssonntag

## Wirtschaft und Infrastruktur

### Verkehr
Der Ort Amtzell liegt an der Bundesstraße 32, die aber 1998 aus dem Ortskern in eine Umgehungsstraße verlagert wurde. Über die Buslinie 7542 ist die Gemeinde u. a. mit Ravensburg, Wangen im Allgäu und Isny verbunden und gehört dem Bodensee-Oberschwaben Verkehrsverbund (bodo) an. Zugang zum Autobahnnetz besteht über die A 96, die von München nach Lindau führt (Abfahrt Wangen-West). Von Amtzell nach Wangen gibt es einen Fahrradweg entlang der B 32.

### Wirtschaft
Im Jahr 2022 erzielte Amtzell Einnahmen aus der Gewerbesteuer in Höhe von 3,57 Millionen Euro. Mit einem Gewerbesteuerhebesatz von 350 % liegt die Gemeinde unter dem durchschnittlichen Gewerbesteuerhebesatz Deutschlands. Dieser beträgt 407 % (Stand: 2023).

### Ansässige Unternehmen
In Amtzell ist der Musikverlag von Ernst Hutter, ein Medienunternehmen, das sich der Egerländer Blasmusik widmet, angesiedelt.

### Bildung
Mit dem Ländlichen Schulzentrum Amtzell gibt es im Ort eine Grund- und eine Gemeinschaftsschule.

## Persönlichkeiten

### Ehrenbürger
- 1954: Alfons Stübe, ehemaliger Ortspfarrer von Amtzell
- 2018: Walther Schmid, ehemaliger Bürgermeister von Amtzell

### Söhne und Töchter der Gemeinde
- Franz Anton Kiene (1777–1847), Orgelbauer
- Eberhard Moser (1926–1988), deutscher Agrartechnologe und Hochschullehrer
- Reinhold Roth (1953–2021), Motorrad-Rennfahrer, Vize-Weltmeister 1987 und 1989

### Mit Amtzell verbunden
- Paul Wanner (* 2005), Fußballspieler, in Amtzell aufgewachsen